# Cumó

Cumó, respecte del terme d'Abella de la Conca

Cumó, és un paratge del terme municipal d'Abella de la Conca, a la comarca del Pallars Jussà, situada a la vall de Carreu.
Està situada al nord-oest del poble de Cumó, al nord-est del Clot de Moreu. En el seu extrem de ponent hi havia hagut la masia de lo Cumó. A la dreta del barranc dels Cóms de Carreu, també és al sud-oest de les Coberterades i al sud-est del Pui Roi.